# 331

## Nașteri
- 17 noiembrie: Iulian Apostatul, împărat roman, din 361 (d. 363)
- Iovian, împărat roman, din 363 (d. 364)